# Clubiona complicata
Clubiona complicata este o specie de păianjeni din genul Clubiona, familia Clubionidae, descrisă de Banks, 1898. Conform Catalogue of Life specia Clubiona complicata nu are subspecii cunoscute.